# EC 20058-5234
 EC 20058-5234 är en ensam stjärna i mellersta delen av stjärnbilden Kikaren, som också har variabelbeteckningen QU Telescopii. Den har en skenbar magnitud av ca 15,03 och kräver ett kraftfullt teleskop för att kunna observeras. Baserat på parallaxmätning inom Hipparcosuppdraget enligt Gaia Data Release 2 på ca 8,4 mas, beräknas den befinna sig på ett avstånd på ca 388 ljusår (ca 119 parsek) från solen.

## Egenskaper
EC 20058-5234 är en blå till vit dvärgstjärna av spektralklass DB2 med Helium I-linjer i dess spektrum. Den har en massa som är ca 0,57 solmassor och en hög ytgravitation tyder på att QU Telescopii har en liten radie. Den har en effektiv temperatur av ca 24 800 K.

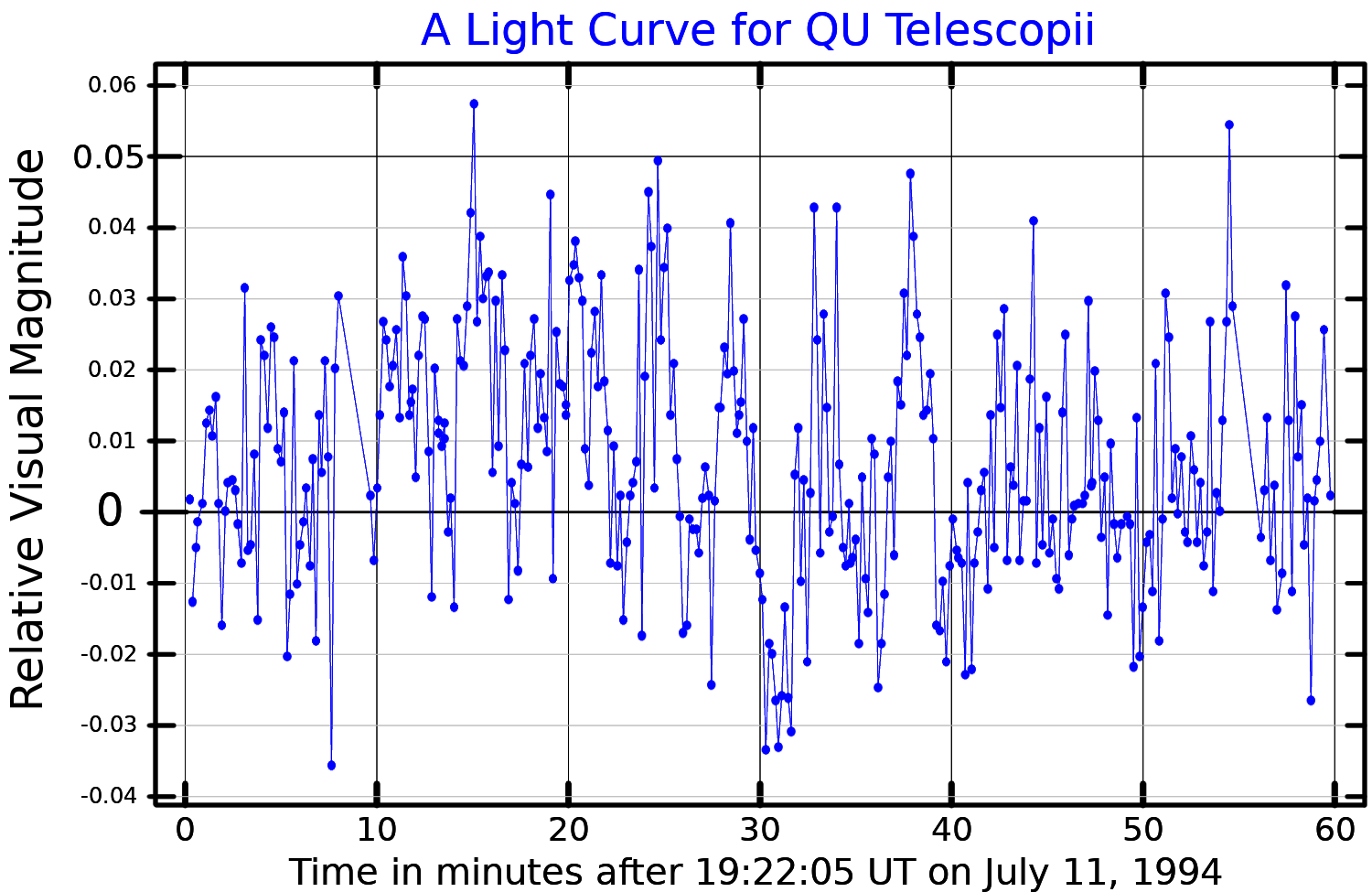
Ljuskurva i visuella bandet för QU Telescopii, plottad efter Koen et al. (1995)

QU Telescopii tillhör en klass av stjärnor som kallas V777 Herculis-variabler eller DBV-stjärnor. Den publicerades första gången i Edinburgh-Cape Blue Object Survey 1992 och bekräftades vara variabel 1995.